# Constantínos Volanákis
Constantínos Volanákis (en grec moderne : Κωνσταντίνος Βολανάκης) (Héraklion, Crète ottomane, 17 mars 1837 - Le Pirée, 29 juillet 1907) est un peintre grec, spécialiste des marines.

## Biographie
Il passa son enfance dans le petit village crétois de Voláni, aux environs de Réthymnon. Il alla ensuite au lycée à Syros jusqu'en 1856. Il partit alors avec son frère aîné pour Trieste.
Constantínos Volanákis étudia la peinture à l'Académie des Beaux-Arts de Munich dans l'atelier de Karl von Piloty à partir de 1860. Il débuta comme peintre à la Cour impériale de Vienne.
Il fut un grand voyageur et ne revint en Grèce qu'en 1903.

## Style
Ses marines décrivent la beauté et la sérénité des petits ports de pêche. Sur la fin de sa vie, sa peinture fut marquée par des éléments postimpressionnistes. On l'a parfois aussi rapproché du peintre français Eugène Boudin.

## Galerie

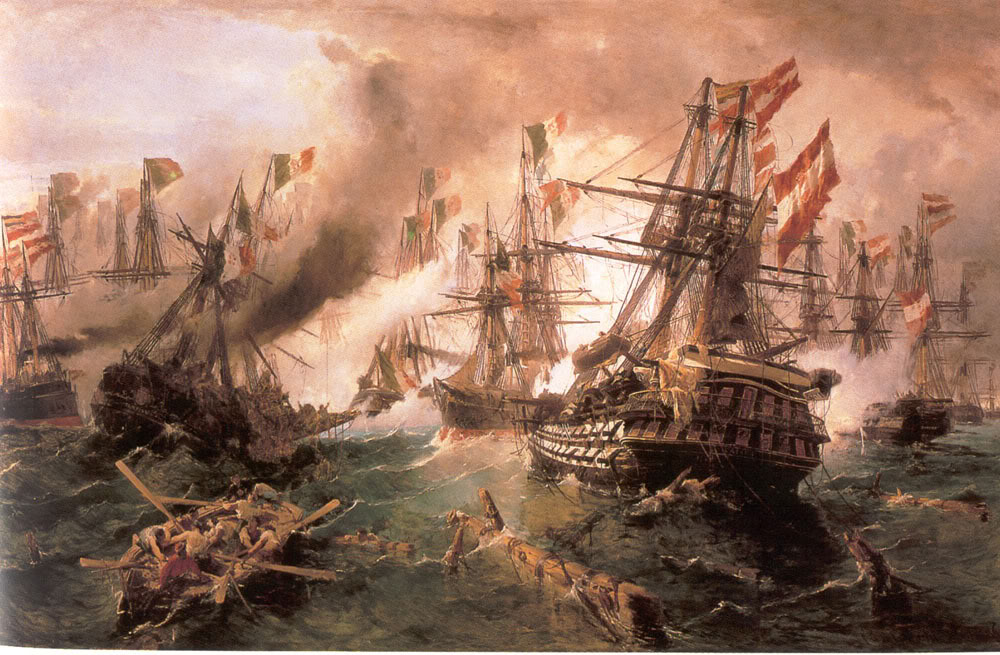
La bataille navale de Lissa (20 juillet 1866), Musée des beaux-arts de Budapest, 1869
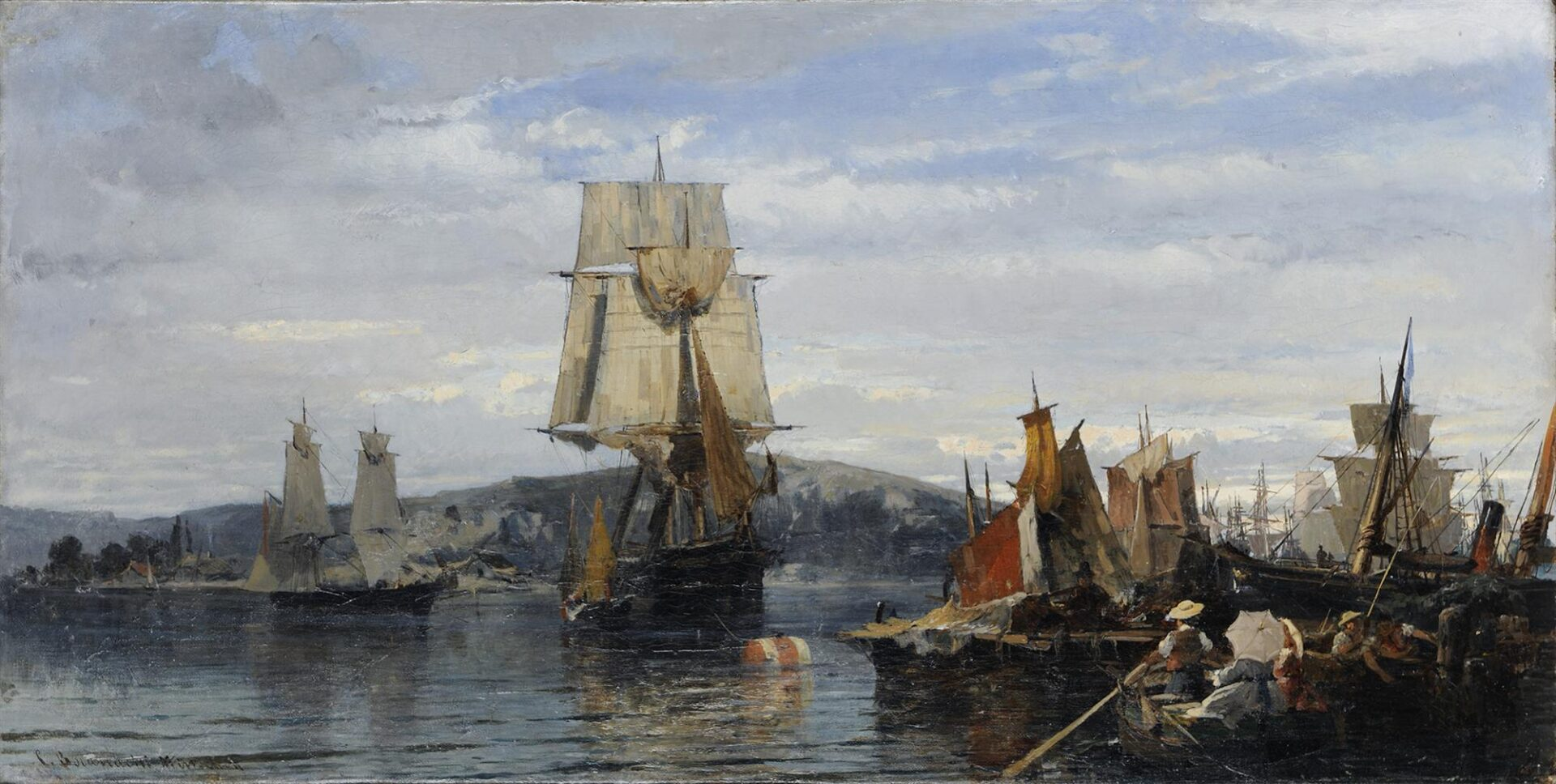
La Sortie du port, Pinacothèque nationale d'Athènes
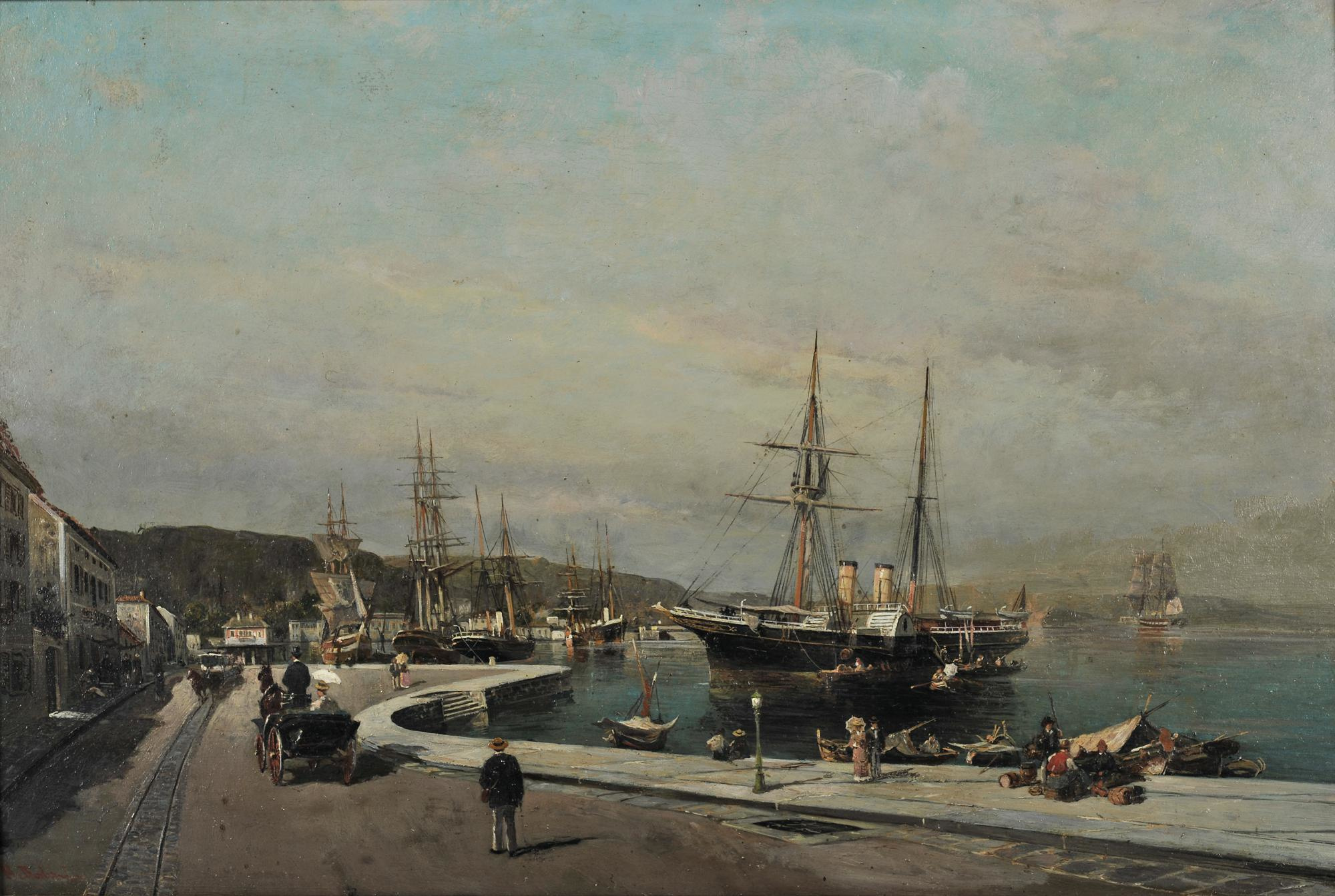
Le Port de Vólos, Pinacothèque nationale d'Athènes, 1875
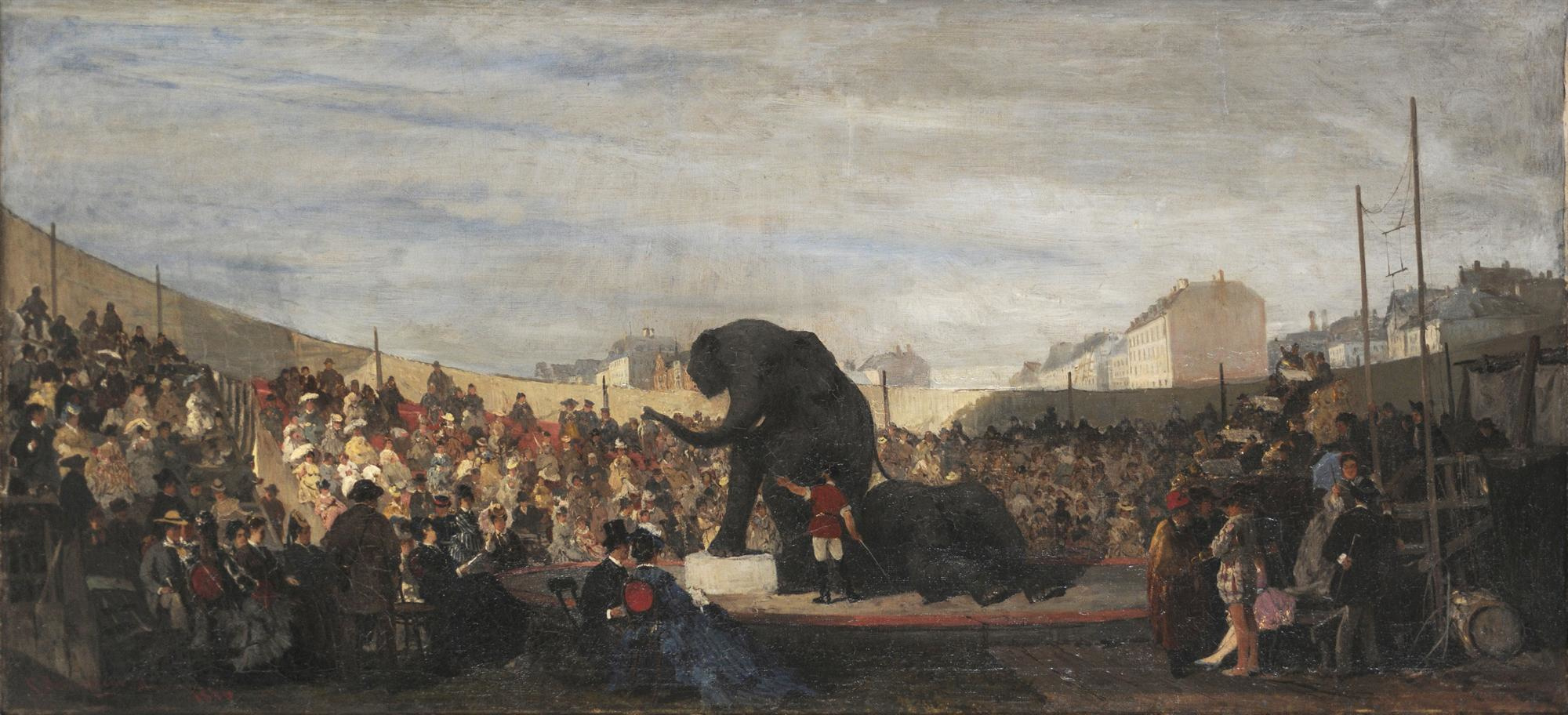
Oktoberfest, ou Fête à Munich, Pinacothèque nationale d'Athènes, 1876
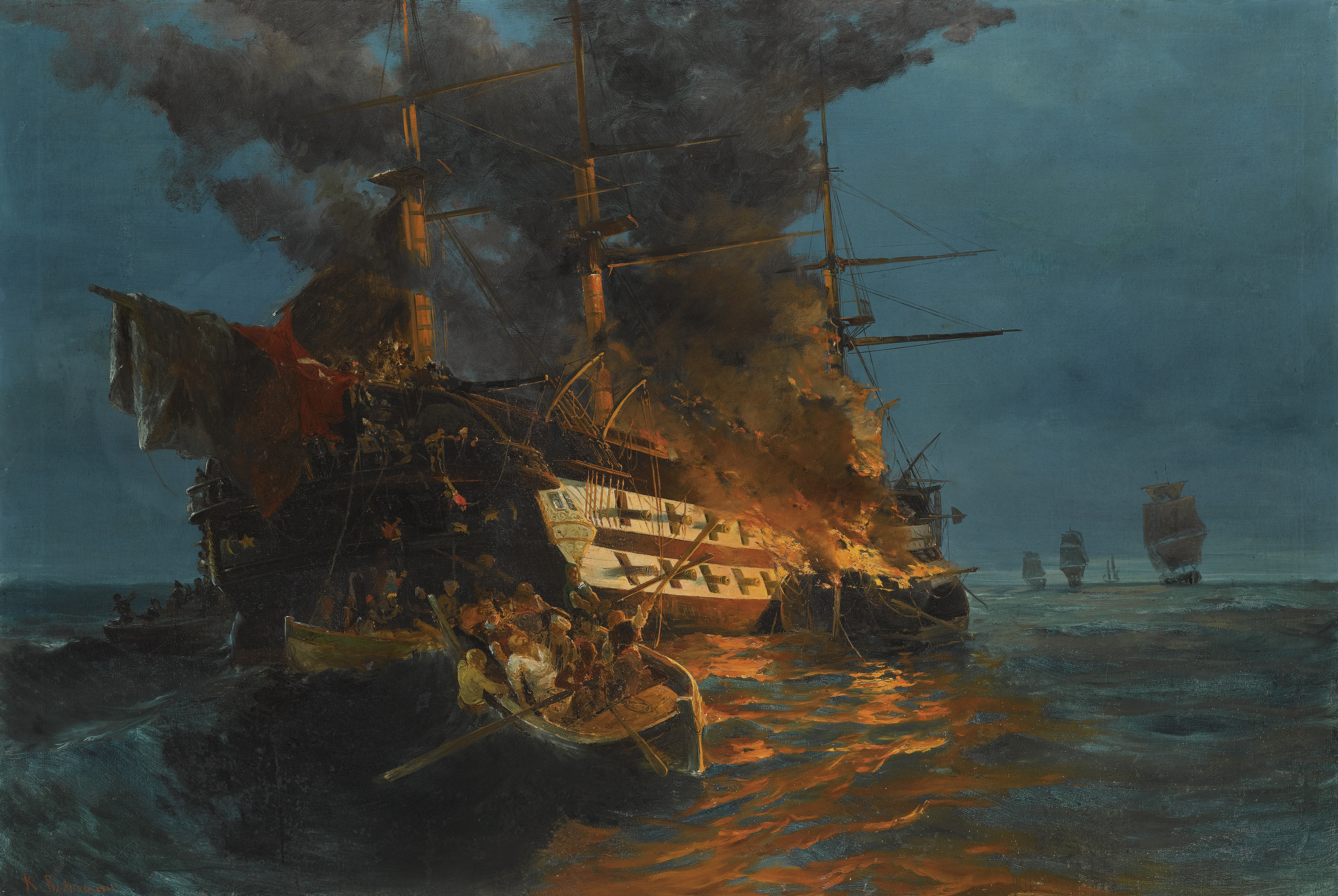
L'incendie de la frégate turque dans le port d'Eresós par Dimítrios Papanikolís le 8 juin 1821, Musée naval de Grèce, 1882
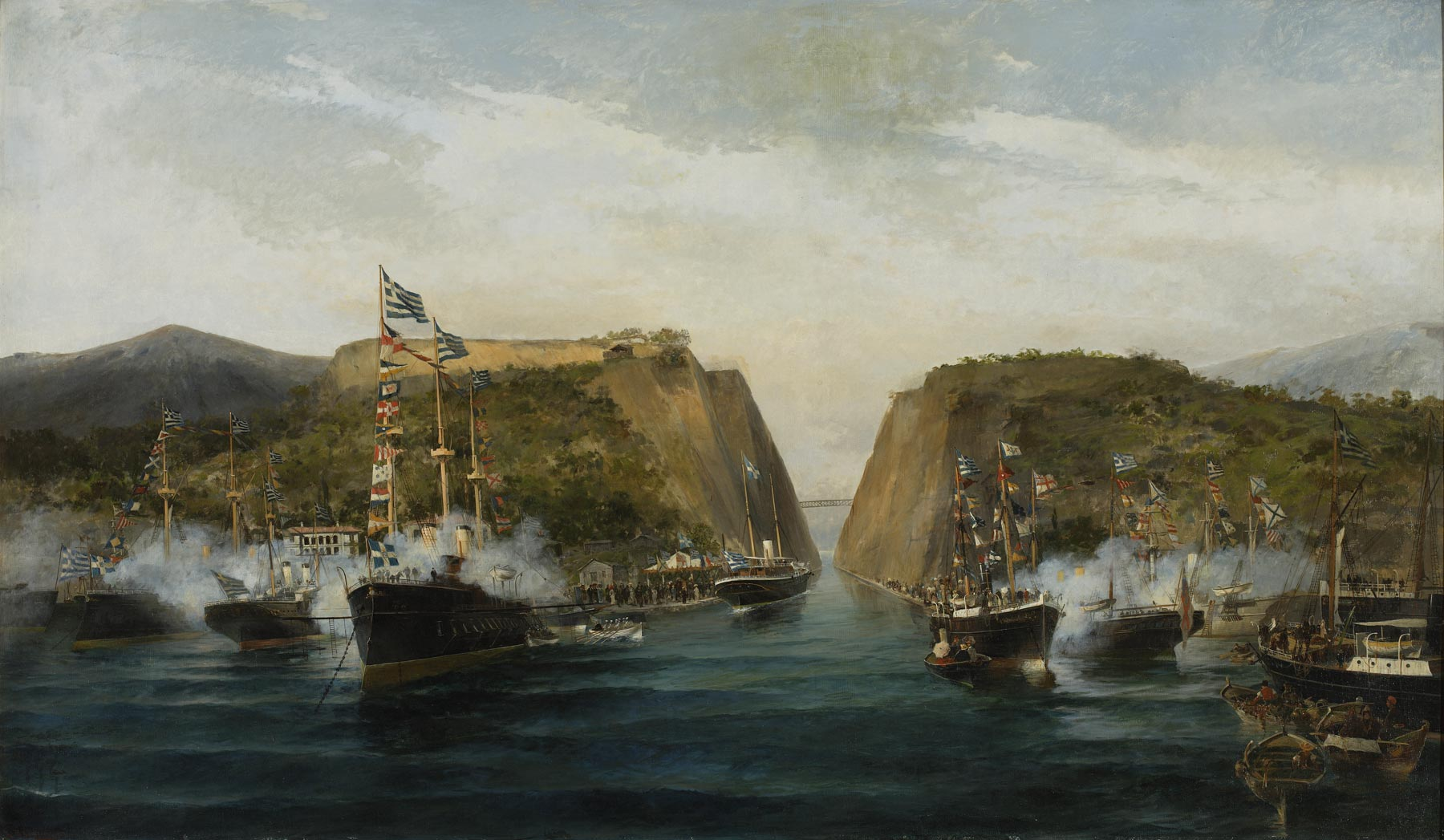
L'Inauguration du Canal de Corinthe, 1893
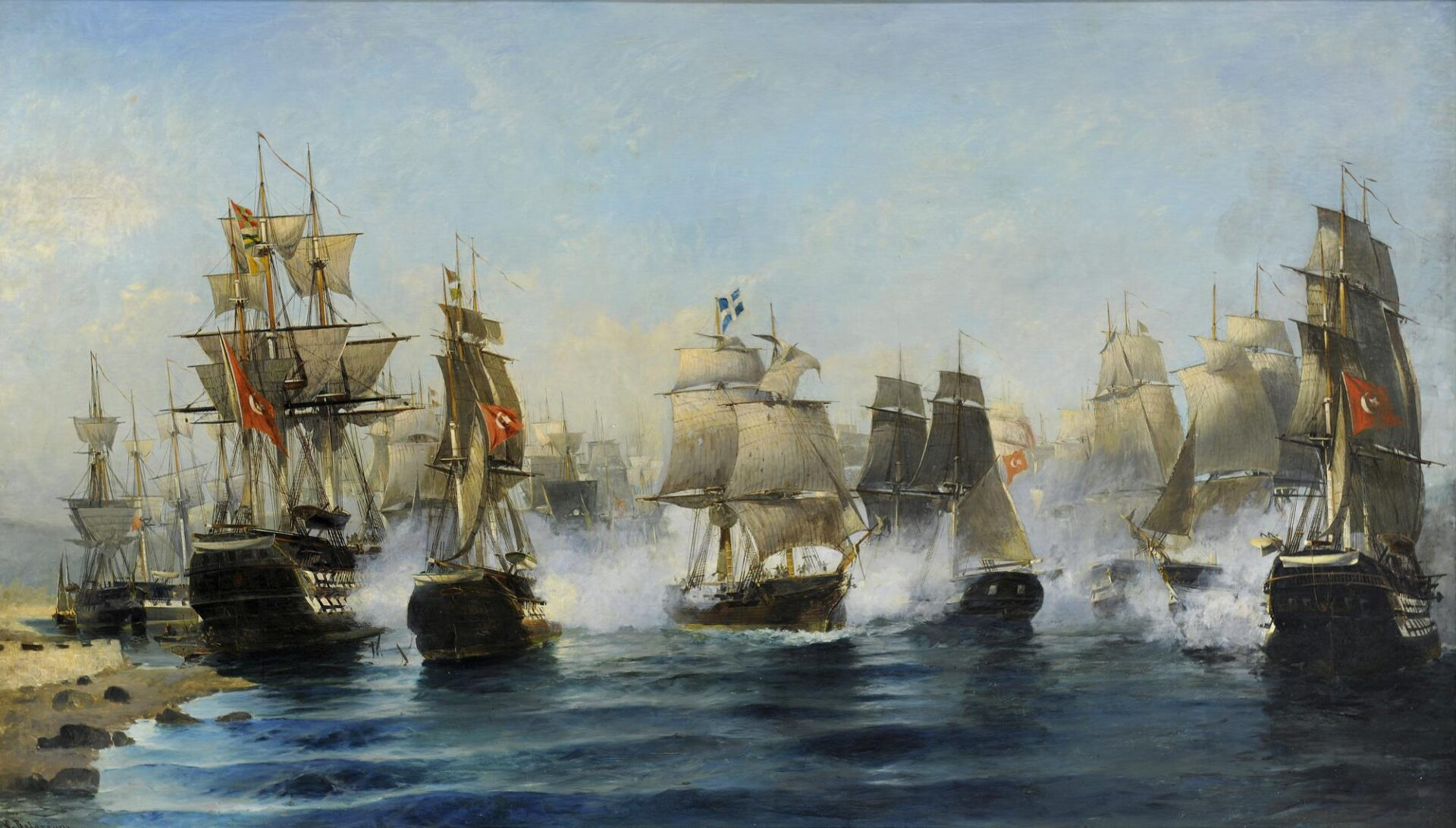
La Sortie de l'Arès à travers le blocus de la flotte ottomane sur la baie de Navarin le 25 avril 1825, pendant la bataille de Sphactérie, Musée maritime hellénique, 1894
Bateaux à l'ancre, Pinacothèque nationale d'Athènes, vers 1895
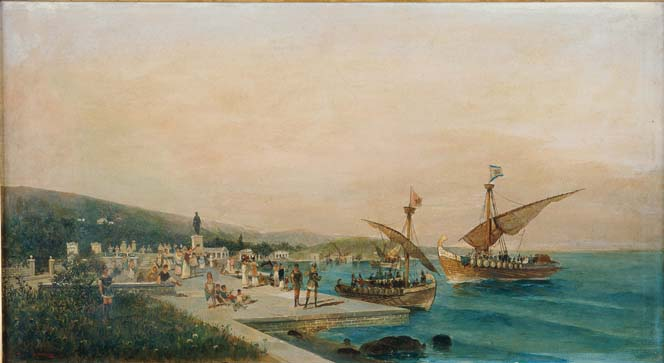
Le Retour des Argonautes
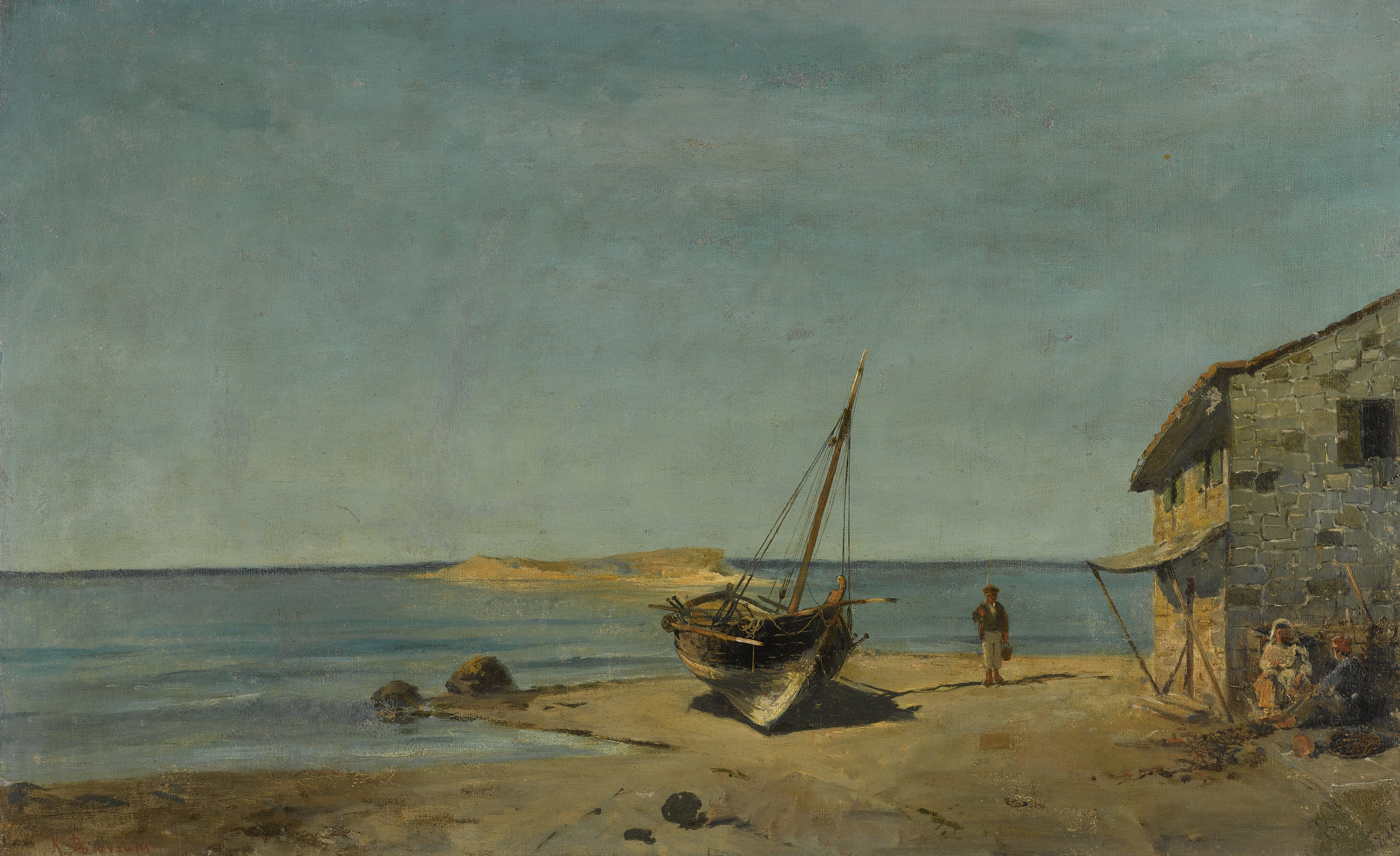
La maison du pêcheur sur la plage, Athènes
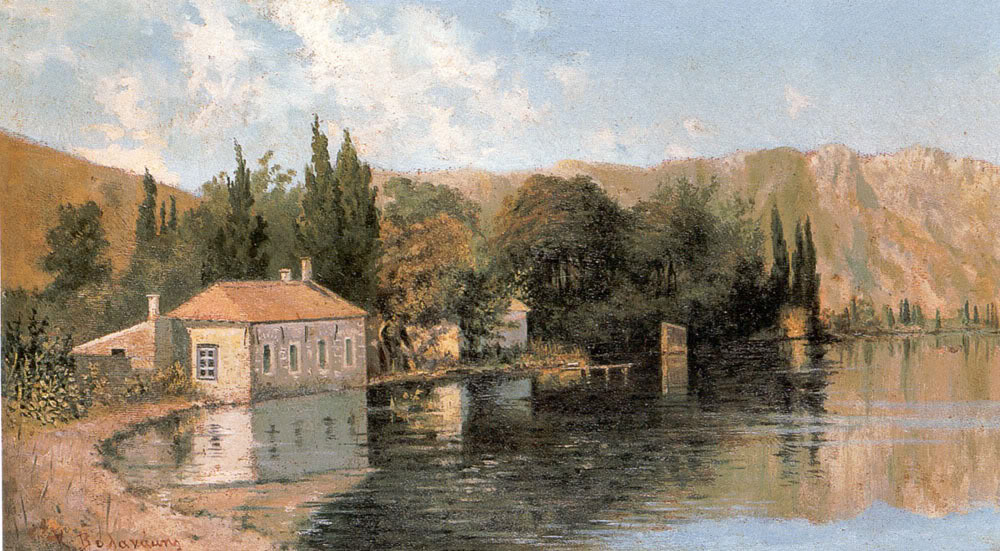
La côte de Poros, Pinacothèque nationale d'Athènes